# Ловец снов (фильм, 2020)
«Ловец снов» (англ. Dreamcatcher) — американский фильм ужасов режиссёра Керри Харриса. В США фильм вышел 27 апреля 2020 года, в России — 1 октября 2020 года.

## Сюжет
После смерти жены, убитой соседским мальчишкой, Люк приезжает в отдалённый лесной домик со своей новой девушкой и сыном Джошем. Мальчика мучают кошмары, в которых он видит мёртвую маму. Гейл — психолог, старается помочь мальчику. Как-то раз, услышав от соседки про ловца снов, он крадёт такой из её сундука, рассчитывая избавиться от кошмаров, но после этого всё становится только хуже.

## В ролях
| Актёр                   | Роль            |
| ----------------------- | --------------- |
| Рада Митчелл            | Гейл            |
| Финлэй Войтаг-Хиссонг   | Джош            |
| Лин Шэй                 | Рут             |
| Генри Томас             | Люк             |
| Жуль Уиллкокс           | Бекки           |
| Джозеф Бишара           | ночная ведьма   |
| Дункан Фостер-Аллен     | Ной             |
| Дж. Кристиан Ингвордсен | помощник шерифа |